# Мишлен
Вижте пояснителната страница за други значения на Мишлен.
Мишлѐн (на френски: Michelin, [miʃlɛ̃]) е френска компания, производител на гуми, със седалище в град Клермон Феран. Пълното име на фирмата е Manufacture française des pneumatiques Michelin.
Ооснована е на 28 май 1889 г. от братята Едуар и Андре Мишлен. През 1898 г. се появява на бял свят и рекламната фигурка на „човечето на Мишлен“, т.нар. Бибендум (или Биб), с което фирмата става популярна. Мишлен е сред най-големите производители на гуми в света с около 125 хил. души персонал.

## Автомобилни гуми
Първоначално фирмата произвежда велосипедни гуми. Развитието на автомобилната индустрия помага за просперитета на фирмата. Към 1906 г. за нея вече работят 6000 души. 2 години по-късно Мишлен отваря първия си завод в чужбина – в Торино, Италия. По време на Първата световна война фирмата произвежда и самолети, но след края на войната отново се концентрира върху гумите.
През 1931 г. e отворен и първият завод в Германия. Инвестира се и в каучукова плантация във Френски Индокитай.
В периода от 1934 г. до 1975 г. фирмата е мажоритарен собственик в Citroën. В годините след Втората световна война Мишлен разработва радиалните гуми. Към 1969 г. за фирмата работят вече около 81 хил. души. През 1988 г. компанията поглъща направлението за гуми на американската фирма B. F. Goodrich Company, а през цялата си история компанията е придобила общо около десет компании за гуми, малки и големи.
Един от най-важните моменти в дейността на фирмата е появяването на пазара през 1992 г. на така наричаните „зелени гуми“ Energy, имащи нисък коефициент на съпротивление при търкаляне, което позволява да се икономисва гориво.
От 1999 г. до май 2006 г. компанията се ръководи от Едуар Мишлен (правнук на основателя); на 26 май 2006 г. той се удавя по време на риболов с яхтата си покрай западното крайбрежие на Франция (около Бретан). След този инцидент начело на фирмата застава Мишел Ролѐ, който не е член на семейство Мишлен.

## Във „Формула 1“
През 1977 г. Мишлен за първи път вкарват радиални гуми във „Формула 1“. Бриджстоун и Мишлен са единствените доставчици на гуми за Формула 1. Поради промяна в политиката на FIA, която предполага от края на 2006 г. всички отбори в надпреварата да ползват един и същи доставчик, Мишлен възнамерява да напусне „Формула 1“.
|          | Участия | Победи | ПП  | НБО | Точки  | Бр. пилоти | Бр. отбори | Бр. двигатели |
| Michelin | 215     | 102    | 111 | 108 | 3308,5 | 84         | 28         | 16            |
| -------- | ------- | ------ | --- | --- | ------ | ---------- | ---------- | ------------- |

## Друга дейност
Освен като производител на гуми, Michelin е известна и като издател на един от най-авторитетните рейтинги на ресторантите в Европа – така наричания „Червен гид“ (фр. Michelin, Le Guide Rouge) . Michelin издава също пътни карти и улични атласи.